# 김종모
김종모(金鍾模, 1959년 11월 1일 ~ )은 전 KBO 리그 해태 타이거즈의 외야수였다. 해태 타이거즈의 원년 창단 멤버로, 초창기 해태 타이거즈 타선을 이끌었던 KKK포의 한 축을 형성하였다. 특히 통산 타율에서 계속 3할 이상을 기록할 만큼(통산 5차례 3할 타자) 정교한 타격이 돋보여 좌효조, 우종모라는 별칭을 얻기도 했으나 장효조에게 밀려 2차례 타격 2위를 기록하였다. 2009년 한국시리즈 우승 이후 재계약에 실패하여 KIA 타이거즈를 떠났다. 2011년 10월 27일 모교인 광주동성고등학교의 감독으로 선임되었고, 2012년 시즌 종료 후 김응용 감독의 부름을 받아 한화 이글스의 타격코치로 선임 되었다. 김성한 한화 수석코치 자진사퇴 이후 한화 이글스의 수석코치로 취임하였다.
통산 4번의 골든 글러브(외야수), 올스타전 6회 출전하여 1987년에 올스타전 MVP를 수상하였고, 통산 6차례의 우승에 기여하였다. 특히 1983, 1986, 1987년 한국시리즈에서 맹활약했다. 그리고 지금은 전 개그맨이었던 양원경과 함께 기아타이거즈 홈경기에서 라디오로 편파중계방송을 하고있다.

## 수상 내역
한국시리즈 우승- 6회 (1983, 1986, 1987, 1988, 1989, 1991)
골든 글러브 수상- 4회 (외야수)
올스타전 MVP - 1회

## 통산 기록
| 연도 | 소속   | 경기 | 타수 | 득점 | 안타 | 2루타 | 3루타 | 홈런 | 루타수 | 타점 | 도루 | 4구 | 사구 | 삼진 | 병살타 | 실책 | 타율  | 비고               |
| ---- | ------ | ---- | ---- | ---- | ---- | ----- | ----- | ---- | ------ | ---- | ---- | --- | ---- | ---- | ------ | ---- | ----- | ------------------ |
| 1982 | 해태   | 77   | 258  | 28   | 75   | 12    | 0     | 10   | 117    | 43   | 7    | 17  | 3    | 27   | 7      | 15   | 0.291 |                    |
| 1983 | 해태   | 86   | 311  | 51   | 109  | 17    | 2     | 11   | 163    | 44   | 7    | 26  | 3    | 26   | 11     | 3    | 0.350 | 외야수 골든글러브  |
| 1984 | 해태   | 74   | 272  | 38   | 86   | 12    | 1     | 14   | 142    | 44   | 2    | 35  | 0    | 31   | 10     | 2    | 0.316 | 외야수 골든글러브  |
| 1985 | 해태   | 57   | 147  | 9    | 34   | 2     | 0     | 4    | 48     | 20   | 1    | 11  | 0    | 17   | 8      | 0    | 0.231 |                    |
| 1986 | 해태   | 104  | 383  | 59   | 120  | 19    | 2     | 11   | 176    | 61   | 6    | 42  | 0    | 37   | 14     | 0    | 0.313 | 외야수 골든 글러브 |
| 1987 | 해태   | 88   | 332  | 43   | 110  | 13    | 1     | 9    | 152    | 41   | 2    | 22  | 3    | 25   | 14     | 0    | 0.331 | 외야수 골든글러브  |
| 1988 | 해태   | 105  | 353  | 36   | 106  | 8     | 2     | 4    | 130    | 35   | 1    | 29  | 0    | 17   | 12     | 4    | 0.300 |                    |
| 1989 | 해태   | 57   | 127  | 6    | 30   | 4     | 0     | 0    | 34     | 16   | 0    | 9   | 1    | 10   | 9      | 1    | 0.236 |                    |
| 1990 | 해태   | 117  | 381  | 41   | 109  | 20    | 1     | 10   | 161    | 64   | 0    | 43  | 3    | 45   | 11     | 13   | 0.286 |                    |
| 1991 | 해태   | 64   | 155  | 15   | 32   | 4     | 1     | 8    | 62     | 23   | 0    | 10  | 2    | 20   | 8      | 1    | 0.206 |                    |
| 1992 | 해태   | 21   | 20   | 3    | 4    | 0     | 0     | 1    | 7      | 4    | 0    | 6   | 0    | 2    | 1      | 0    | 0.200 |                    |
| 통산 | 11시즌 | 850  | 2739 | 329  | 815  | 111   | 10    | 82   | 1192   | 395  | 26   | 250 | 15   | 257  | 105    | 29   | 0.298 |                    |

## 출신학교
- 광주서림초등학교
- 광주동성중학교
- 광주상업고등학교
- 영남대학교